# Adolphe Menjou
Adolphe Jean Menjou (Pittsburgh, 18 de fevereiro de 1890 — Beverly Hills, 29 de outubro de 1963) foi um ator norte-americano que fez filmes mudos e falados. Morreu por um problema de hepatite.

## Filmografia
- The Blue Envelope Mystery (1916)

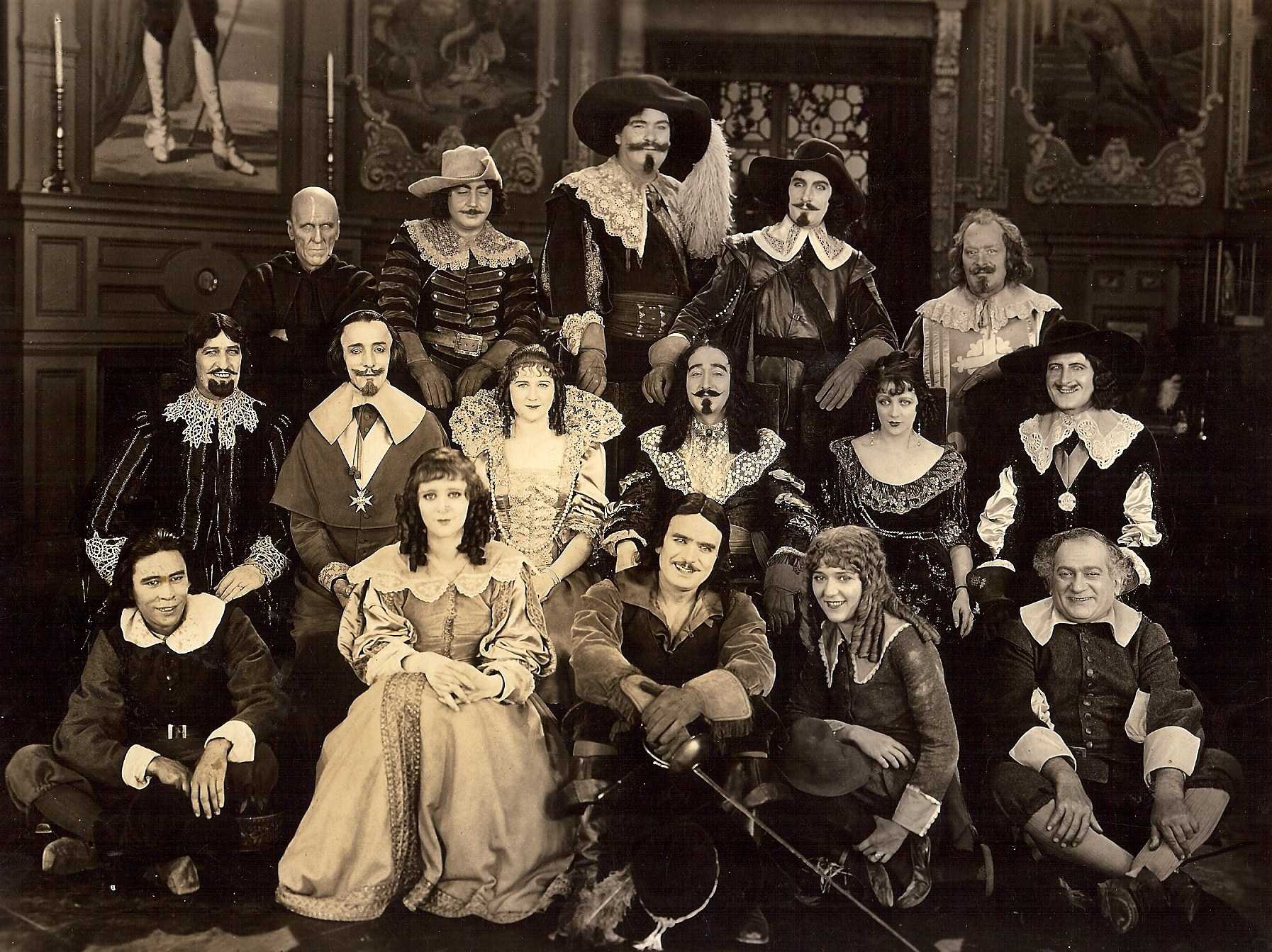
Cartaz publicitário com o elenco de The Three Musketeers (1921), apresentando da esquerda para direita, na frente: Charles Stevens (Planchet), Marguerite De La Motte (Constance Bonacieux), Douglas Fairbanks (D'Artagnan), Mary Pickford & Sidney Franklin (Mr. Bonacieux). Na linha do meio, Boyd Irwin (Conde de Rochefort), Nigel De Brulier (Cardeal Richelieu), Mary MacLaren (Rainha Anne da Áustria), Adolphe Menjou (Louis XIII), Barbara La Marr (Milady De Winter) & Thomas Holding (Duque de Buckingham). E na linha de cima, Lon Poff (Pai Joseph), Eugene Pallette (Aramis), George Siegmann (Porthos), Léon Bary (Athos) & Willis Robards (Capitão de Treville).

- The Scarlet Runner (seriado, 1916)
- The Sheik (1921), estrelado por Rudolph Valentino
- The Three Musketeers (1921)
- Head Over Heels (1922)
- A Woman of Paris (1923)
- The Marriage Circle (1924)
- Forbidden Paradise (1924)
- A Social points (1926)
- The Sorrows of Satan (1926)
- A Gentleman de Paris (1927)
- Mysterious Mr. Parkes (1930)
- Marrocos (1930), estrelado por Marlene Dietrich
- The Easiest Way (1931)
- The Front Page (1931)
- Proibida (1932)
- A Farewell to Arms (1932), estrelado por Gary Cooper
- Morning Glory (1933), estrelado por Katharine Hepburn e Douglas Fairbanks Jr.
- Convenção City (1933)
- The Blows Trumpet (1934)
- Little Miss Marker (1934), com Shirley Temple
- The Mighty Barnum (1934)
- Gold Diggers of 1935 (1935)
- The Milky Way (1936)
- One in a Million (1936)
- Cafe Metropole estrelado por Tirone Power e Loretta Young
- A Star Is Born (1937), estrelado por Janet Gaynor
- One Hundred Men and a Girl (1937)
- Stage Door (1937), estrelado por Ginger Rogers e Katharine Hepburn
- The Goldwyn Follies (1938)
- Golden Boy (1939)
- Filha da governanta (1939)
- That's Right—You're Wrong (1939)
- A Bill of Divorcement (1940)
- Road Show (1941)
- Roxie Hart (1942)
- You Were Never Lovelier (1942)
- Hi Diddle Diddle (1943)
- Step Lively (1944)
- The Hucksters (1947)
- Estado da União (1948), com Spencer Tracy e Katharine Hepburn
- My Dream Is Yours (1949)
- To Please a Lady (1950)
- Across the Wide Missouri (1951)
- The Sniper (1952)
- Man on a Tightrope (1953)
- A filha do embaixador (1956)
- Bundle of Joy (1956)
- The Fuzzy Pink Nightgown (1957)
- Paths of Glory (1957), estrelado por Kirk Douglas
- I Married a Woman (1958)
- Pollyanna (1960)